# Latah (psychische aandoening)
Latah is een psychische aandoening die voornamelijk voorkomt in Zuidoost-Azië. Wie aan deze aandoening lijdt, heeft pathologisch sterke reacties op schrik of verrassing. Hierbij gaat de zelfbeheersing verloren en treden echolalie en imitatie van acties van anderen op. Opvallend is ook dat lijders vrijwel willoos opdrachten van anderen opvolgen. De aandoening komt voornamelijk bij volwassen vrouwen voor.
Hoewel er enige discussie bestaat over de status van de aandoening (volgens sommigen zou het om gefingeerde symptomen gaan), wordt de persoon doorgaans niet als verantwoordelijk voor haar of zijn daden gezien.
In Jemen en de Amerikaanse staat Maine zijn vergelijkbare aandoeningen waargenomen, maar in hoeverre er verband bestaat tussen de aandoeningen is nog onbekend.
Volgens de westerse classificatie zou de aandoening omschreven kunnen worden als dissociatieve stoornis niet anderszins omschreven.